# Duguetia glabriuscula
Duguetia glabriuscula este o specie de plante angiosperme din genul Duguetia, familia Annonaceae. A fost descrisă pentru prima dată de Robert Elias Fries, și a primit numele actual de la Robert Elias Fries. Conform Catalogue of Life specia Duguetia glabriuscula nu are subspecii cunoscute.